# بانک اسلامی دبی
بانک اسلامی دبی (انگلیسی: Dubai Islamic Bank) شرکت خدمات مالی و بانکداری اماراتی است، که در سال ۱۹۷۵ تأسیس شد.